# Miki Roqué
Miquel Roque Farrero (Tremp, 8 juli 1988 – Barcelona, 24 juni 2012), voetbalnaam Miki Roqué, was een Spaans voetballer. Hij speelde op het moment van overlijden als centrale verdediger bij Real Betis.

## Clubvoetbal
Roque speelde tot augustus 2005 bij UE Lleida, waarna hij naar het Engelse Liverpool vertrok. De Catalaan was een van de vele Spaanse spelers die door coach Rafael Benítez naar Liverpool werd gehaald (wel aangeduid als de Spaanse Armada). Roqué speelde aanvankelijk in de jeugdelftallen van de club, maar hij  maakte op 5 december 2006 zijn debuut in het eerste elftal. In de groepswedstrijd van de UEFA Champions League tegen Galatasaray kwam hij zes minuten voor tijd als vervanger van zijn landgenoot Xabi Alonso in het veld. In maart 2007 werd Roqué voor de restant van het seizoen 2006/07 verhuurd aan Oldham Athletic. In het seizoen 2007/08 volgde een tweede verhuurperiode voor Roqué, ditmaal bij Xerez uit de Segunda División A. Tijdens zijn derde verhuurperiode bij FC Cartagena zou zijn inbreng veel groter zijn.  Hij werd met de havenploeg kampioen in de Segunda División B en dwong in de eindronde de promotie af. In 2009 tekende hij bij Real Betis.
Op 12 februari 2011 speelde hij zijn laatste wedstrijd, toen kort daarna in maart 2011 een tumor in zijn bekken werd geconstateerd, waarna Roqué besloot om het voetbal tijdelijk vaarwel te zeggen. De verdediger werd geopereerd, maar de operatie baatte niet. Hij overleed op 24 juni 2012 aan de gevolgen van zijn ziekte. Vanwege zijn dood droegen de spelers van het Spaans voetbalelftal drie dagen later rouwbanden in hun halve finale van het EK voetbal 2012 tegen Portugal.  In het stadion Cartagonova werd toegangspoort 2-22 naar hem vernoemd.